# اسکار هینسبرگ
اسکار هینسبرگ (آلمانی: Oscar Hinsberg; ۱ ژانویهٔ ۱۸۵۷ – ۱ ژانویهٔ ۱۹۳۹) یک شیمی‌دان، و استاد دانشگاه اهل آلمان بود. سنتز اکسیندول هینسبرگ در شیمی آلی به نام وی نامگذاری شده است.